# 洞田貫晋一朗
洞田貫 晋一朗（どうだぬき しんいちろう、 1979年 〈昭和54年〉12月6日 - ）は日本の起業家、洞田貫プランニングス株式会社 代表取締役、AXIS ART SOLUTIONS JAPAN Inc. CEO、 森ビル株式会社、森美術館のマーケター 人事院広報プランナー。
森美術館のデジタルマーケティングを担当、SNS運用者。
日本最多のフォロワー数（総数85万フォロワー以上）を抱える美術館SNSアカウントを運用。森美術館ではSNSを中心に多様なマーケティングを展開し、現代美術の展覧会では異例ともいえる集客（複数の展覧会で50万人以上を記録）を達成している。
2024年現在はSNS運用を中心としたプロモーションプランナーとして多方面で活躍している。
本名は晋一朗であるが、通称は晋一郎としている。

## 著書
『シェアする美術 森美術館のSNSマーケティング戦略』（翔泳社）
『줄서는 미술관의 SNS 마케팅 비법』（韓国版）、
『直擊！森美術館數位行銷現場』（台湾版）

## 記事・インタビュー
- “国内NO.1の美術館「SNSアカウント」は、いかにして生まれたか？”. Forbes Japan. 2019年10月10日閲覧。
- “SNS時代の美術館マーケティングはどうあるべきか？　森美術館広報・洞田貫晋一朗に聞く”. 美術手帖. 2019年7月21日閲覧。
- “実はSNSきっかけの来館が多い森美術館　「中の人」が明かす実態”. 日経クロストレンド. 2020年2月28日閲覧。
- “森美術館、SNSで来場者増　担当者の“気働き”が奏功”. 日経クロストレンド. 2020年4月20日閲覧。
- “「“中の人”は、人気者にならなくてもいい」。森美術館のSNS担当者によるアドバイスが優しくてタメになる”. ハフポスト日本版. 2019年7月25日閲覧。
- “SNSの作法：森美術館になぜ人が集まるのか”. 日本マーケティング協会. 2020年8月24日閲覧。